# Lerdala
Lerdala är en tätort i Skövde kommun och kyrkbyn i Lerdala socken i Västergötland.

## Befolkningsutveckling
| Befolkningsutvecklingen i Lerdala 1975–2020                                       | Befolkningsutvecklingen i Lerdala 1975–2020 | Befolkningsutvecklingen i Lerdala 1975–2020 | Befolkningsutvecklingen i Lerdala 1975–2020 | Befolkningsutvecklingen i Lerdala 1975–2020 |
| --------------------------------------------------------------------------------- | ------------------------------------------- | ------------------------------------------- | ------------------------------------------- | ------------------------------------------- |
|                                                                                   |                                             |                                             |                                             |                                             |
| År                                                                                |                                             |                                             | Folkmängd                                   | Areal (ha)                                  |
| 1975                                                                              | 1975                                        |                                             | 264                                         |                                             |
| 1980                                                                              | 1980                                        |                                             | 347                                         |                                             |
| 1990                                                                              | 1990                                        |                                             | 419                                         | 63                                          |
| 1995                                                                              | 1995                                        |                                             | 489                                         | 63                                          |
| 2000                                                                              | 2000                                        |                                             | 478                                         | 63                                          |
| 2005                                                                              | 2005                                        |                                             | 434                                         | 63                                          |
| 2010                                                                              | 2010                                        |                                             | 409                                         | 63                                          |
| 2015                                                                              | 2015                                        |                                             | 558                                         | 143                                         |
| 2020                                                                              | 2020                                        |                                             | 540                                         | 141                                         |
| Anm.: Ny tätort 1975. Sammanvuxen 2015 med Kvarnabacken och Ekhagen och Källbacka |                                             |                                             |                                             |                                             |

## Kända personer från Lerdala
- Marcus Hellner - skidåkare, olympisk guldmedaljör
- Johanna Frändén - sportjournalist
- Michael Jonzon - golfspelare
- Oscar Kempe - musiker, basist i bandet Neverstore.
- Sara Hjellström "SHY Martin" - artist